# Harchéchamp
Harchéchamp ist eine auf 300 Metern über Meereshöhe gelegene französische Gemeinde im Département Vosges in der Region Grand Est (vor 2016: Lothringen). Sie gehört zum Kanton Neufchâteau im Arrondissement Neufchâteau. 

## Lage
Harchéchamp liegt am Fluss Vair.
Die Gemeinde grenzt im Westen an Autigny-la-Tour, im Norden an Tranqueville-Graux, im Osten an Attignéville und im Süden an Barville.

## Bevölkerungsentwicklung
| Jahr      | 1962 | 1968 | 1975 | 1982 | 1990 | 1999 | 2008 | 2019 |
| --------- | ---- | ---- | ---- | ---- | ---- | ---- | ---- | ---- |
| Einwohner | 81   | 100  | 98   | 112  | 92   | 110  | 109  | 73   |

## Sehenswürdigkeiten

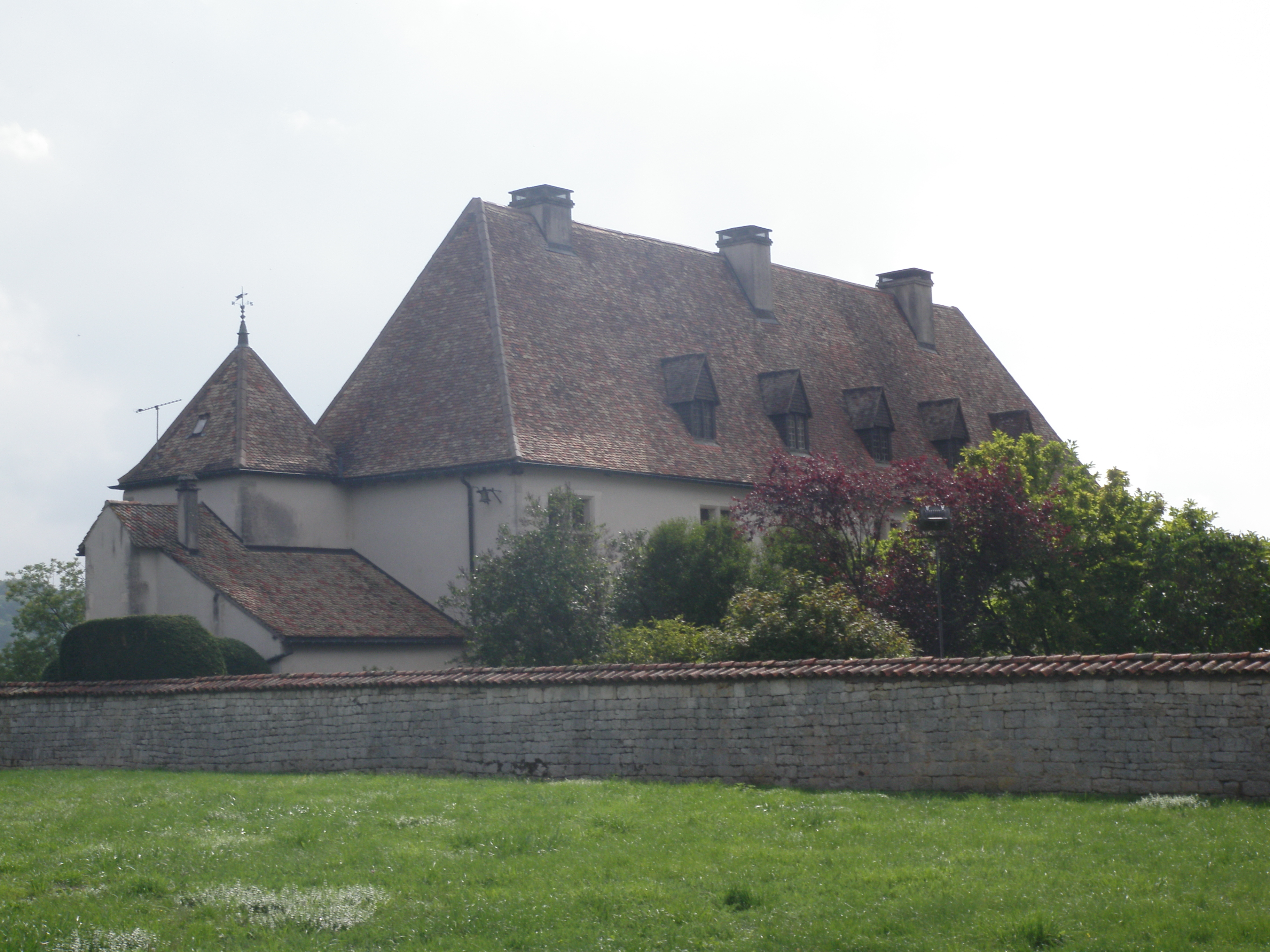
Château du Châtelet
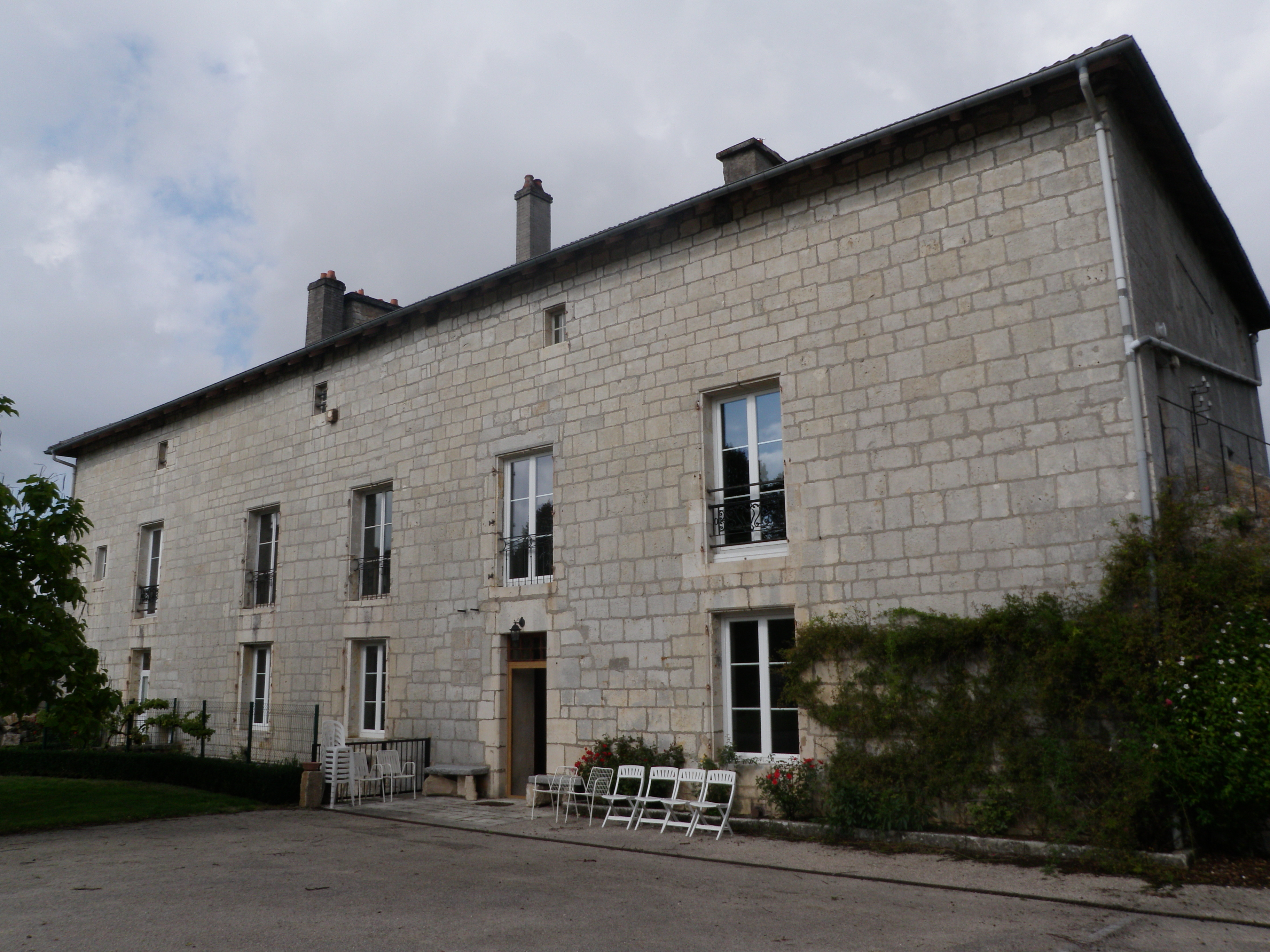
Château de Couvonges
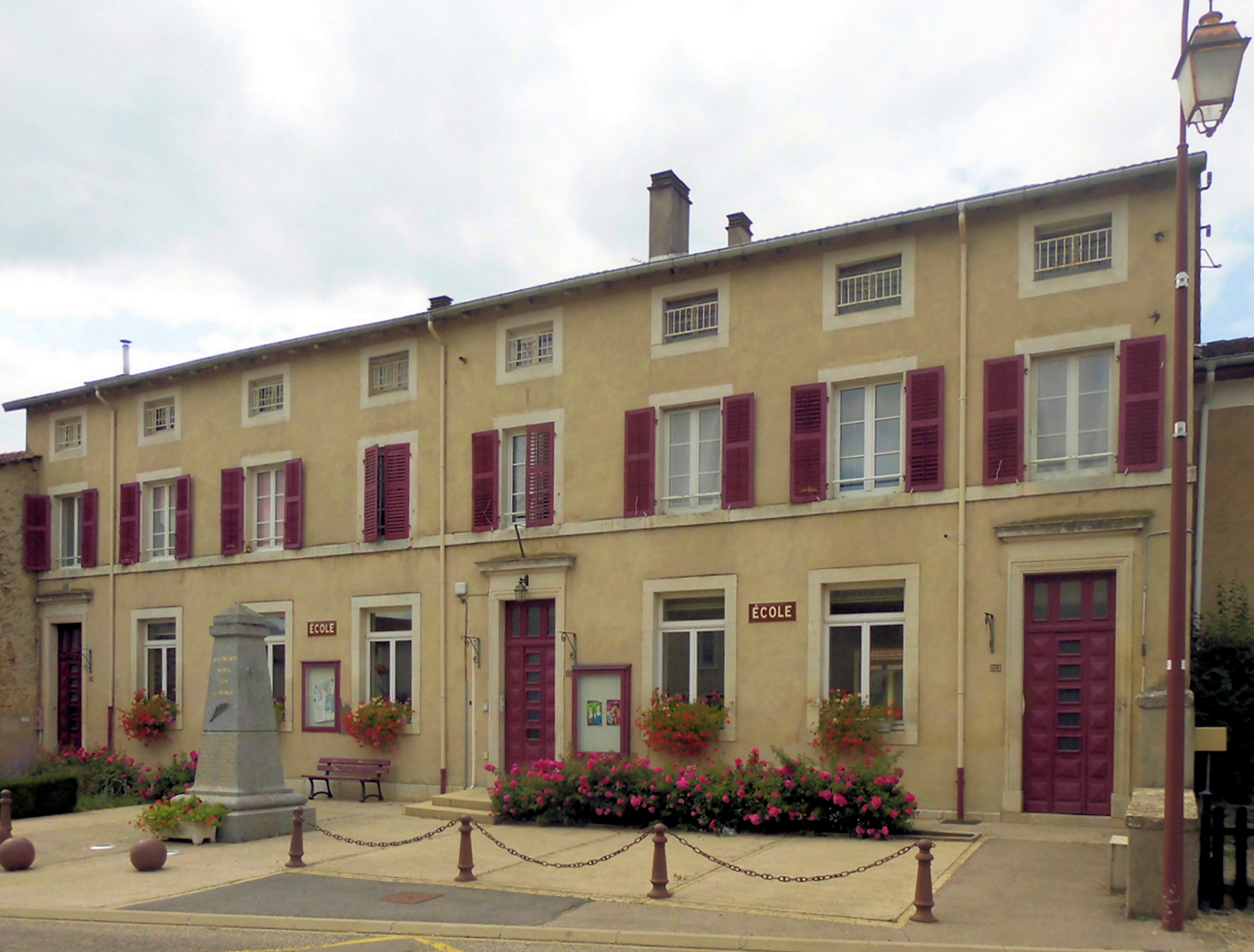
Schule Harchéchamp

- Château du Châtelet
- Château de Couvonges
- Schule Harchéchamp